# Качка Тарас Андрійович
Тарас Андрійович Качка (народився 28 липня 1979, селище Димитрове Кіровоградська область) — Віце-премʼєр-міністр з питань європейської та євроатлантичної інтеграції України з 17 липня 2025 року. 30 липня 2025 року Кабінет Міністрів України поклав повноваження Торгового представника України.
Одним з ключових завдань Торгового представника є забезпечення просування економічних інтересів України на ринках ЄС та світових ринках. Тарас Качка був одним із ключових членів переговорної групи України щодо Угоди про асоціацію з ЄС. 
У 2019—2025 роках — заступник Міністра розвитку економіки, торгівлі та сільського господарства України (з 2021 року — Міністра економіки).

## Життєпис
Народився в 1979 році на Кіровоградщині.
Здобув ступінь бакалавра за напрямом «право» в Міжнародному науково-технічному університеті (м. Київ) та ступінь магістра у галузі права у Київському національному університеті імені Тараса Шевченка. 
Протягом 2004–2005 років навчався у Національній школі державного управління у Варшаві  за спеціальністю «державне управління». 

### Кар’єра та посади
У 2001–2004 роках працював Старшим спеціалістом Центру європейського та порівняльного права Міністерства юстиції України. З 2005 по 2009 роки обіймав посаду Заступника директора – керівника Державного департаменту з гармонізації законодавства у Міністерстві фінансів України, а з 2009 по 2011 рік – Першого заступника Департаменту. 
У 2011 році Тарас Качка очолив Департамент міжнародних економічних відносин Міністерства аграрної політики та продовольства України.

### Бізнес та громадський сектор
У період із січня 2014 по квітень 2015 року Качка обіймав посаду Віцепрезидента зі стратегічного розвитку та в.о. президента Американської торгової палати в Україні. Протягом 2016–2017 років працював Заступником виконавчого директора Фонду «Відродження».

### Політична діяльність
6 вересня 2019 року Тараса Качку призначили заступником Міністра економіки України – Торговим представником України. 
8 червня 2020 року був обраний заступником голови Міжнародної зернової ради (IGC) на 2020/2021 маркетингові роки, а в липні 2021 року – призначений головою IGC на 2021/2022 роки. 
17 липня 2025 – дотепер обіймає посаду Віцепрем’єр‑міністра з питань європейської та євроатлантичної інтеграції України в уряді Прем’єр-міністерки Юлії Свириденко. 

## Сімʼя
Одружений, має трьох дітей. 

## Інше
Тарас Качка є автором монографії «Боротьба з відмиванням грошей: Комплексний порівняльно-правовий аналіз відповідності законодавства України acquis Європейського Союзу в сфері боротьби та запобігання легалізації доходів, отриманих злочинним шляхом».
Зокрема, за перекладом і загальною редакцією Тараса Качки було видано книгу «Конституційні акти Європейського Союзу» (Київ, 2008 р. 512 с.) видавництвом «Юстініан».